# Mittlerer Schurwald
Mittlerer Schurwald ist ein Landschaftsschutzgebiet (Schutzgebietsnummer 1.16.043) im Landkreis Esslingen. 

## Lage und Beschreibung
Das Schutzgebiet liegt auf den Schurwaldhöhen zwischen dem Neckartal und dem Remstal. Es umschließt die Gemeinde Baltmannsweiler mit ihrem Ortsteil Hohengehren und die Gemeinde Lichtenwald mit ihrem Ortsteil Thomashardt nahezu vollständig. Das Schutzgebiet wurde bereits am 30. September 1982 in einer Größe von 2090 Hektar festgelegt. Durch Verordnungen vom 14. August 1997 und vom 20. Dezember 2000 wurden Flächen heraus genommen, sodass es nun noch eine Größe von 2047,6 Hektar hat. 
Das LSG gehört zum Naturraum 107-Schurwald und Welzheimer Wald innerhalb der naturräumlichen Haupteinheit 10-Schwäbisches Keuper-Lias-Land.

## Schutzzweck
Wesentlicher Schutzzweck ist laut Schutzgebietsverordnung die Erhaltung der typischen Schurwaldlandschaft als Freiraum und Erholungsgebiet zwischen Fils- und Remstal am Rand des Verdichtungsraumes Stuttgart.